# Zenda (Kansas)
Zenda – miasto w Stanach Zjednoczonych, w stanie Kansas, w hrabstwie Kingman.